# Zoé Clauzure
Zoé Clauzure (Montrouge, 12 febbraio 2010) è una cantante francese.
Ha vinto il Junior Eurovision Song Contest 2023 con il brano Cœur, rappresentando la Francia
..

## Biografia

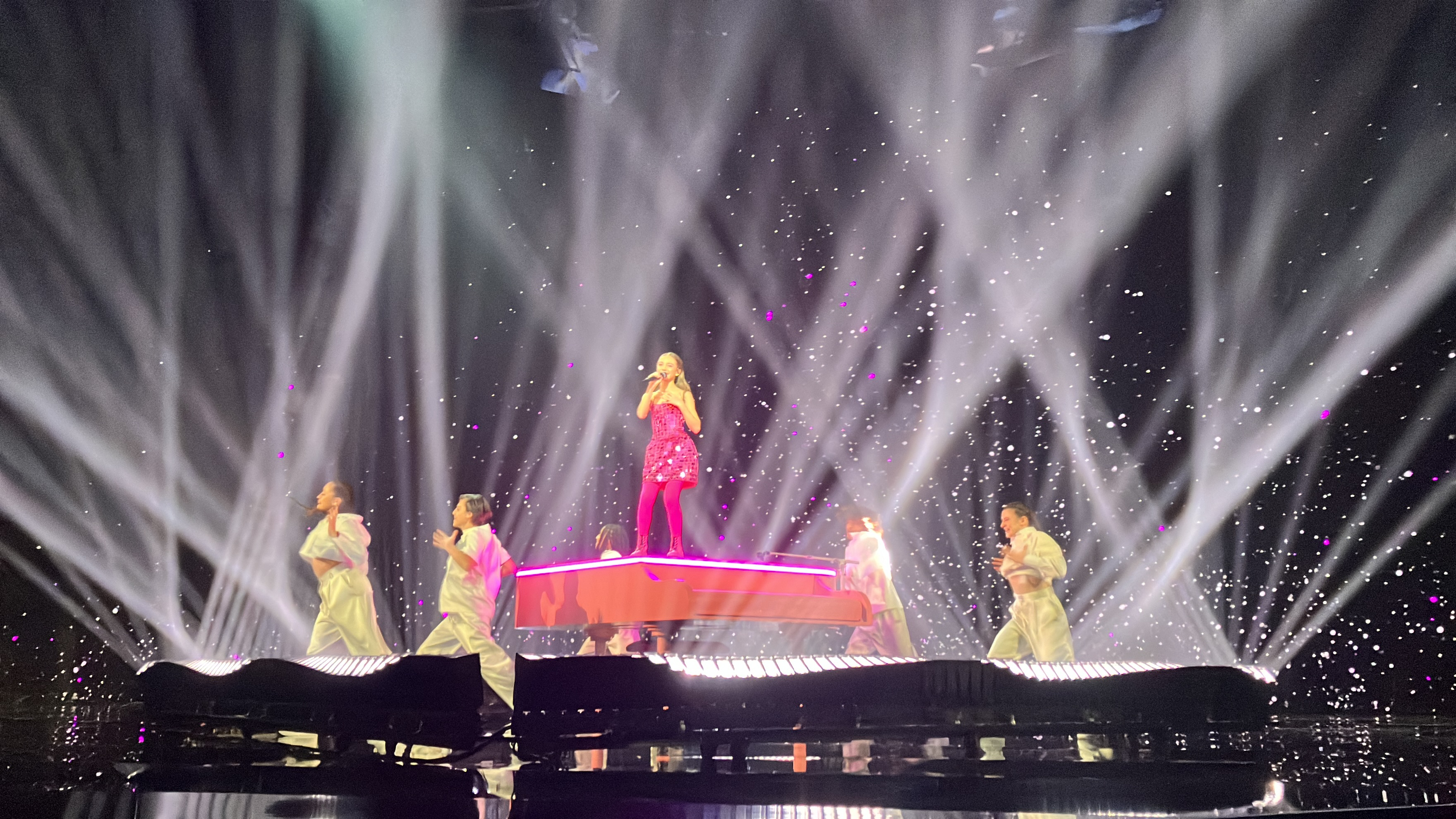
Zoé Clauzure mentre canta Cœur al Junior Eurovision Song Contest 2023

È salita alla ribalta nel 2020, partecipando alla settima edizione di The Voice Kids France. Durante le audizioni, ha conquistato il pubblico con una cover di Holmes di Marina Kaye, ed è entrata nel gruppo di Soprano. Clauzure ha raggiunto le semifinali, dove ha cantato Je sais pas di Céline Dion.
Nello stesso anno, ha pubblicato il singolo di debutto Ma Place. Il secondo singolo, Dans les nuages, è stato pubblicato nel 2022.
Il 27 settembre 2023, Clauzure è stata scelta da France Télévisions per rappresentante la Francia al Junior Eurovision Song Contest 2023, svoltasi nella città di Nizza. Il suo singolo eurovisivo, Cœur, è pubblicato il 18 ottobre successivo. All'evento, svolto il 26 novembre al Palais Nikaïa, Clauzure è arrivata prima sia dal voto online, sia dalla votazione della giuria, venendo incoronata vincitrice. Grazie alla sua vittoria la Francia è diventata la seconda nazione, dopo la Polonia, a vincere il Junior Eurovision Song Contest per due edizioni consecutive.

## Discografia

### Singoli
- 2020 – Ma Place
- 2022 – Dans les nuages
- 2023 – Cœur